# Schaenicoscelis guianensis
Schaenicoscelis guianensis là một loài nhện trong họ Oxyopidae.
Loài này thuộc chi Schaenicoscelis. Schaenicoscelis guianensis được Lodovico di Caporiacco miêu tả năm 1947.